# Kvarndammen (Södra Sandsjö socken, Småland)
Kvarndammen är en sjö i Tingsryds kommun i Småland och ingår i Ronnebyåns huvudavrinningsområde.